# Linia kolejowa Dąbie – Częstochowa Warta
Linia kolejowa Dąbie – Częstochowa Warta – linia kolejowa łącząca dawną ładownię Dąbie ze stacją Częstochowa Warta. W kilometrze 2,450 znajdował się rozjazd, od którego biegł odcinek torów do elektrociepłowni Fortum. Obecnie tory istnieją na odcinku od Elektrociepłowni Fortum do przejazdu kolejowo-drogowego w ciągu ulicy Hutników i kawałek dalej do Dąbia. Większość torów koło ładowni została rozebrana.